# 竹崎有斐
竹崎 有斐（たけざき ゆうひ、1923年8月1日 - 1993年9月17日）は、日本の児童文学者。竹ザキ ユウヒのペンネームもある。

## 経歴
京都府生まれ。生後1か月で父と本籍地の熊本県に転居した。家は、クリスチャンの家庭で有斐も1938年に受洗。
1942年、早稲田大学入学。早大童話会に所属、童話を書きはじめる。同学年に今西祐行がいた。同会では大石真、寺村輝夫と親交が深かった。
1943年、早大童話会の機関誌『童苑』学徒出陣号に「栗になるころ」を掲載して出征。
1945年9月復員。1947年に復学。生活のため大学を中退し、小峰書店に勤める。1951年に小峰書店を退職後、職を転々としていたが、1961年にリコー宣伝部に落ち着く。
一時は童話から離れていたが、童話会時代の仲間である前川康男から誘われ、童話の世界に復帰。1965年、童話会メンバーが中心となって坪田譲治主宰で作ったびわの実会の機関誌『びわの実学校』に「ちゅきゅう星」を執筆して以降、1年に1作程度発表していた。1969年にメンバーとなる。1974年、松谷みよ子の勧めで日本民話の会に入会。
1977年『石切り山の人びと』でサンケイ児童出版文化賞、日本児童文学者協会賞、小学館文学賞を受賞、1981年『花吹雪のごとく』で路傍の石文学賞、1984年『にげだした兵隊』で野間児童文芸賞受賞。
晩年は東京都保谷市（今の西東京市）に在住していた。

## 著書
- 『火をふけゴロ八』（あかね書房） 1969
- 『パイがこんがり焼けるとき』（竹ザキユウヒ名義、小峰書店） 1972、のちポプラ社文庫
- 『ナイチンゲール』（竹ザキユウヒ名義、小峰書店、幼年伝記ものがたり） 1972
- 『とびこめのぶちゃん』（竹ザキユウヒ名義、偕成社） 1973、のち文庫
- 『おかあさんSOS』（金の星社） 1974、のちフォア文庫
- 『だぶだぶさぶちゃん』（偕成社） 1974
- 『でんちゃんのホロ馬車』（ポプラ社） 1974
- 『まっちばこのおかしなみせ』（小峰書店） 1974
- 『なきむしなば太郎』（あかね書房） 1975
- 『一年生になったぞワン』（あかね書房） 1976.3
- 『石切り山の人びと』（偕成社） 1976.12、のち文庫、講談社文庫
- 『ふしぎなかぜのこ』（偕成社） 1976.12
- 『シュバイツァー』（主婦の友社、少年少女世界伝記全集） 1977
- 『あばれんぼじどうしゃ』（講談社） 1977.11
- 『だれがいちばんわすれんぼ』（金の星社） 1978.2、のちフォア文庫
- 『おとうさんのだいじょうぶ』（PHP研究所） 1978.6
- 『ちび犬テモはまけないぞワン』（あかね書房） 1978.12
- 『宮崎の伝説』（比江島重孝共著、角川書店、日本の伝説） 1979.2
- 『三丁目で消えた犬』（童心社） 1979.3
- 『カレーなんて見たくない』（講談社） 1979.6
- 『まほうのハンカチ』（ポプラ社） 1979.12
- 『はじめてばけたたぬきのたのくん』（佼成出版社） 1980.5
- 『一休』（講談社、講談社の子ども伝記） 1980.5
- 『花吹雪のごとく』（福音館書店、福音館日曜日文庫） 1980.7
- 『テモちゃんとマメちゃん』（あかね書房） 1980.9
- 『ひとりぼっちのかみさま』（金の星社、えほん・こどもの四季） 1980.10
- 『とびだせ少年剣士』（小学館、小学館のノンフィクション童話） 1980.12
- 『ぼくぐずっぺじゃないぞ』（銀河社） 1980.12
- 『でぶちんとうさん』（講談社） 1981.4
- 『ゼロは手品つかい（ポプラ社、絵本・すこしむかし） 1981.4
- 『わすれんぼとうさん』（講談社） 1981.8
- 『どっちがおにいさん（あかね書房、テモちゃんのえほん） 1981.11
- 『クロダイがつれたぞ』（偕成社） 1982.1
- 『くろひめものがたり』（チャイルド本社、チャイルド絵本館） 1982.1
- 『たぬきのボールはストライク』（金の星社） 1982.2
- 『ふしぎなおはなししようかな?』（ポプラ社） 1982.4
- 『カッパのおくりもの』（ポプラ社、おもしろゆかい文庫） 1983.3
- 『はやくこいこいランドセル』（銀河社） 1983.3
- 『にげだした兵隊 原一平の戦争』（岩崎書店） 1983.8
- 『どっちがいいこ』（あかね書房、テモちゃんのえほん） 1983.9
- 『鬼八』（童心社、童心社の絵本） 1983.10
- 『ぼくのいぬドン』（ポプラ社） 1983.12
- 『よしよしおとうさんとだめだめおかあさん』（小学館、小学館こども文庫） 1983.12
- 『どっちがつよい』（あかね書房、テモちゃんのえほん） 1983.12
- 『あき子ちゃんなんて大きらい』（小学館、小学館こども文庫） 1984.2
- 『ちび犬テモちゃん』（ポプラ社、わたしの動物記） 1984.3
- 『カッパとあめだま』（あかね書房） 1984.11
- 『のんびりにいさん ちゃっかりいもうと』（佼成出版社） 1985.1
- 『のら犬ノラさん』（あかね書房） 1985.9
- 『まぼろしの4番バッター』（ひくまの出版） 1986.7
- 『ちびちゃんめいたんてい』（教育画劇、スピカのおはなしえほん） 1986.10
- 『らいねんは一年生』（ひくまの出版） 1986.11
- 『ひろくんはわすれんボーイ』（偕成社） 1987.2
- 『まっかになったすずめくん』（PHP研究所） 1987.7
- 『犯人をさがせ 悪ガキ三人組』（旺文社） 1987.10
- 『のらねこ大しょうごろうた』（新学社） 1988.4
- 『ゆめがほんとになる本』（ポプラ社） 1988.5
- 『わんわんレストランへどうぞ』（あかね書房） 1988.10
- 『のらねこ五郎太医者になる』（旺文社） 1991.3

## 再話
- 『くろうま物語』（アンナ・シュウエル、集英社） 1974
- 『王子とこじき』（マーク・トウェイン、集英社、子どものための世界名作文学） 1978.12
- 『西遊記』1 - 4（あかね書房） 1986 - 1987
- 『三国志』1 - 3（羅貫中、あかね書房） 1989 - 1990

ほかに民話の再話多数